# Deltaspoorlijn
Deltaspoorlijn is de naam van een in de jaren '60 geprojecteerde maar nooit gerealiseerde rechtstreekse spoorverbinding van de Randstad naar Zeeland en verder. De gedachte route liep van Schiedam via Hoogvliet, Spijkenisse, Middelharnis, Zierikzee en Goes naar Terneuzen. De spoorlijn was bedoeld om de reistijd tussen Rotterdam en Zeeland te verkorten omdat de bestaande spoorlijn via Roosendaal een grote omweg maakt. Hierbij werd ook gedacht aan verkorting van de reistijd naar de toen ook geplande, maar pas in 1994 geopende, Kanaaltunnel, met in gunstigste geval een winst van 120 kilometer en anderhalf uur rijtijd.

## Gedacht tracé
In 1964 verscheen een rapport van de planologische dienst van de provincie Zuid-Holland, oorspronkelijk nog met de naam Beneluxspoorlijn, waarbij de spoorlijn in Schiedam op de rechter Maasoever na Nieuwland zou aftakken van de Hoekse Lijn en het tracé van Rijksweg 4 volgen. Vervolgens langs Hoogvliet en Spijkenisse door Voorne-Putten en Goeree Overflakkee naar Middelharnis en dan naar Schouwen-Duiveland en Zierikzee. Vervolgens langs het tracé van de Provinciale weg 256 over Noord-Beveland en Zuid-Beveland naar Goes waar zou worden aangesloten op de Spoorlijn Roosendaal - Vlissingen. Vervolgens verder door Zuid-Beveland en onder de Westerschelde naar Zeeuws-Vlaanderen en Terneuzen waar zou kunnen worden aangesloten op de bestaande Zeeuws-Vlaamse goederenspoorlijn richting België. De spoorlijn zou een groot aantal waterwegen kruisen, Nieuwe Maas, Oude Maas, Grevelingen, Haringvliet, Veerse Meer, Oosterschelde en Westerschelde. Hiervoor zouden een groot aantal kunstwerken noodzakelijk zijn.

### Alternatieven
Een alternatief plan was de spoorlijn te verleggen over Tiengemeten en door West Brabant langs Steenbergen en Bergen op Zoom en vandaar naar Zuid-Beveland en ter hoogte van Reimerswaal met een tunnel onder de Westerschelde naar Terneuzen. Een ander alternatief was vanaf Bergen op Zoom een rechtstreekse spoorverbinding naar Antwerpen waarbij een Westerscheldetunnel niet nodig zou zijn omdat dan gebruik zou kunnen worden gemaakt van de Belgische Kennedytunnel onder de Schelde. De beoogde verkorting van de reistijd zou daarbij echter niet erg groot zijn, en bij een derde optie, over Brussel, was die nog kleiner.
Na het gereed komen van de Deltawerken, waar de naam van de spoorlijn naar verwijst, konden door de Rotterdamsche Tramweg Maatschappij en haar rechtsopvolgers echter wel rechtstreekse busdiensten worden ingesteld tussen Rotterdam en Zeeland.

## Uitvoering
Volgens J. Lohmann, president directeur van de Nederlandse spoorwegen, zou de spoorlijn alleen rendabel kunnen zijn bij spectaculaire ontwikkelingen in het Deltagebied zoals de bouw van nieuwe grote woonplaatsen, recreatiegebieden en grootschalige industrie en haventerreinen. Daarbij had de verbinding tot het hart van Zeeland prioriteit; de aansluiting van Zeeuws-Vlaanderen verdween allengs van tafel. De aanleg zou een investering van honderden miljoenen gulden vergen, maar door het achterblijven van de ontwikkelingen en het relatief geringe inwoneraantal van Zeeland is tot aanleg echter nooit besloten.
Sommige infrastructurele werken die in het plan voorkwamen zijn zonder spoorlijn wel gerealiseerd. Het gaat dan om
- de 2e Beneluxtunnel (2002) met het tracé van de Rotterdamse metrolijn C tussen Vijfsluizen en Spijkenisse dat parallel loopt aan het geplande tracé.
- de Zeelandbrug, waarnaast voor de spoorlijn een aparte brug had moeten worden aangelegd;
- de Zandkreekdam, met ruimtereservering[bron?];
- en de in 2003 aangelegde Westerscheldetunnel, waar een extra tunnelbuis naast zou moeten worden geboord. Overigens verwachtte men in 1964 hier moeilijkheden in verband met het verschil in benodigde hoogte van de helling tussen auto en trein.